# Ґао Яо
Ґао Яо (спрощ.: 高尧; кит. трад.: 高堯; піньїнь: Gāo Yáo, нар. 13 липня 1978, Ціндао, Китай) — китайський футболіст, що грав на позиції півзахисника.
Виступав, за клуб «Шаньдун Лунен», а також національну збірну Китаю.

## Клубна кар'єра
Народився 13 липня 1978 року в місті Ціндао. Вихованець футбольної школи клубу «Шаньдун Лунен». Дорослу футбольну кар'єру розпочав 1998 року в основній команді того ж клубу, кольори якої і захищав протягом усієї своєї кар'єри гравця, що тривала десять років. 

## Виступи за збірну
2002 року дебютував в офіційних матчах у складі національної збірної Китаю. Протягом кар'єри у національній команді, яка тривала усього 1 рік, провів у формі головної команди країни 6 матчів.
У складі збірної був учасником чемпіонату світу 2002 року в Японії і Південній Кореї.

## Титули і досягнення
- Чемпіон Китаю (3):

«Шаньдун Лунен»: 1999, 2006, 2008
- Володар Кубка Китаю (3):

«Шаньдун Лунен»: 1999, 2004, 2006
- Володар Кубка Суперліги Китаю (1):

«Шаньдун Лунен»: 2004